# Cyanolyca mirabilis
La ghiandaia golabianca (Cyanolyca mirabilis Nelson, 1903) è un uccello passeriforme appartenente alla famiglia Corvidae.

## Etimologia
Il nome scientifico della specie, mirabilis, deriva dal latino e significa "da ammirare", in riferimento alla bella livrea di questi uccelli.

## Descrizione

### Dimensioni
Misura 23-25 cm di lunghezza, per 49,9-54 g di peso.

### Aspetto
Si tratta di uccelli dall'aspetto tozzo e paffuto, muniti di grossa testa arrotondata dai grandi occhi, becco relativamente corto e conico dalla punta lievemente ricurva, ali digitate, coda piuttosto lunga e dall'estremità squadrata e zampe forti.
Il piumaggio è nero su vertice, nuca e lati del collo, sfumando nel blu su torso, ventre, ali e coda. Sulla faccia è presente una mascherina nera che va dai lati del becco all'area auricolare, coprendo anche le guance: essa è circondata da una sottile banda bianca che la separa dal nero della parte posteriore di testa e collo, scendendo fino alla base di quest'ultimo. La gola (come intuibile dal nome comune) è anch'essa di colore bianco.
Il becco e le zampe sono di colore nero, mentre gli occhi sono di colore bruno-rossiccio scuro.

## Biologia
Si tratta di uccelli molto schivi e difficili da osservare, dalle abitudini diurne, che sembrano vivere in coppie o in piccoli gruppi di 3-4 individui (verosimilmente a base familiare), passando la maggior parte della giornata alla ricerca di cibo fra i rami degli alberi e nella canopia.
I richiami di questi uccelli, dei gracchi acuti emessi a coppie, ricordano molto quelli dell'affine ghiandaia nana.

### Alimentazione
Si tratta di uccelli onnivori, che si nutrono soprattutto di insetti ed altri invertebrati, ma occasionalmente si cibano anche di piccoli vertebrati, frutta e bacche.

### Riproduzione
In base alle osservazioni di giovani individui parrebbe che la stagione riproduttiva si estenda da aprile ad agosto: sebbene manchino altre informazioni riguardo alla loro riproduzione, si ha motivo di ritenere che essa non si discosti in maniera significativa da quanto osservabile nelle altre specie di corvidi.

## Distribuzione e habitat
La ghiandaia golabianca è endemica del Messico meridionale, del quale popola la Sierra Madre del Sud nel Guerrero e nell'Oaxaca, ad est fino all'area di Miahuatlán de Porfirio Díaz.

A differenza della maggior parte dei corvidi, in questi uccelli sembrerebbero essere presenti dei movimenti legati alla stagionalità.
L'habitat di questi uccelli è rappresentato dalla foresta umida montana mista (associazione Quercus-Pinus), possibilmente primaria e densamente coperta da vegetazione, al di sopra dei 1525 m di quota.